# Scuola di vampiri
Scuola di vampiri (in tedesco Die Schule der kleinen Vampire) è una serie televisiva a cartone animato italo-tedesco-lussemburghese prodotta da Rai Fiction, Cartoon One, Hahn Film e ARD nel 2006. E' basata sul libro omonimo di Jackie Niebisch e venne trasmessa in Germania su Das Erste dal 26 agosto 2006 e in Italia su Rai 2 dal 20 novembre 2007.

## Trama
La storia ruota attorno alle vicende di Oskar, nipote del conte Alarich Von Horrificus, iscritto alla scuola di vampiri insieme agli amici Rotella, Lapidina, Klot, Pulvirio e Perfidius. La scuola, gestita dallo zio di Oskar, due insegnanti e un bidello-cuoco, risiede accanto alla casa del cacciatore di vampiri Polidori e sua nipote Sole. La ragazza, amica di Oskar (della quale egli è innamorato), crede che egli sia una persona normale, mentre il nonno è convinto (giustamente) che lui sia un vampiro e che i vampiri esistano. Tuttavia Oskar non è un vampiro normale in quanto ha paura del sangue e adora gli esseri umani.

## Personaggi
- Oskar - Il protagonista della serie, un simpatico vampiro nonché nipote del conte Von Horrificus ed iscritto alla sua scuola. Vive ogni notte avventure al di fuori del normale, sebbene sia un vampiro ha paura del sangue (infatti più di una volta è svenuto alla sua vista), è innamorato di Sole, la quale sembra ogni tanto ricambiare i suoi sentimenti. Doppiatore italiano: Gabriele Patriarca.
- Sole (Sunshine)- La nipote del cacciatore di vampiri Polidori, è la migliore amica di Oskar che sembra ricambiare il suo amore. Doppiatrice italiana: Letizia Ciampa.
- Rotella (Tinto) - Uno dei compagni di scuola di Oskar, è un inventore capace di costruire macchine geniali ma bizzarre, per tale motivo viene a volte schernito da Perfidius. Doppiatore italiano: Corrado Conforti, Luigi Ferraro e Gianluca Crisafi.
- Lapidina (Gruftine) - La più alta dei compagni di scuola di Oskar, sempre disposta a dare buoni consigli ai suoi amici. Doppiatrice italiana: Ilaria Latini.
- Pulvirio (Ashley) - Un mucchietto di polvere parlante che un tempo era anche lui un normale vampiro come i suoi compagni, ma dopo essersi esposto erroneamente al sole (durante un ballo scolastico) si è incenerito e per questo a volte sente la mancanza di un corpo. Doppiatore italiano: Alberto Angrisano.
- Perfidius (Fletscher) - Il combinaguai della scuola, dispettoso e subdolo, si diverte ad architettare scherzi e guai ai suoi compagni e a prenderli in giro (è stato trovato nella stanza delle bare durante un'esplorazione). Doppiatrice italiana: Perla Liberatori.
- Klot - Il più piccolo studente della scuola di vampiri, molto timido e sensibile. Ha qualche problema a trasformarsi da vampiro a pipistrello diventando così un "vampippistrello". Doppiatrice italiana: Barbara Pitotti.
- Lady Criptina (Lady Kryptina) - Un'insegnante della scuola di Oskar, in particolare si occupa di educazione fisica. Doppiatrice italiana: Emanuela Amato.
- Mortimer (Nestor) - Il bidello-cuoco della scuola che cucina strani piatti che però gli studenti apprezzano molto. Doppiatore italiano: Pierluigi Astore.
- Conte Alarich von Horrificus (Graf Alerich von Horrificus) - Lo zio di Oskar nonché preside della scuola di vampiri frequentata da quest'ultimo. Appare sempre molto severo e inquietante con gli occhi rossi come il sangue. Doppiatore italiano: Alberto Angrisano.
- Professor Paulus Polidori - Il cacciatore di vampiri che abita vicino alla scuola, disprezza i vampiri più di ogni altra cosa e a volte attacca anche la scuola dei protagonisti. È anche il nonno di Sole e crede costantemente che Oskar sia un vampiro e spesso inventa disparati marchigegni per dare la caccia a tali creature. Doppiatore italiano: Mino Caprio.
- Professor Sanguinetti (Archibald Oxford) - L'insegnante di classe dei protagonisti. Durante le sue lezioni parla ai suoi alunni strani argomenti basati sulla realtà delle teorie scolastiche ma mettendoci sempre di mezzo i vampiri. Doppiatore italiano: Mimmo Strati.

## Lista episodi

### 1ª stagione
- 01: Indovina chi morde a cena
- 02: Zanna di ferro
- 03: Alba fatale
- 04: Nutrimi!
- 05: Il mantello della paura
- 06: Gioco d'ombra
- 07: Viceversa
- 08: Tutti gli uomini del conte
- 09: L'ispettore Oskar
- 10: Sangue fresco
- 11: L'ospite non invitato
- 12: Fluffy
- 13: Ciak si morde!
- 14: Cos'è successo a Mortimer?
- 15: Ospite a sorpresa
- 16: Il ritorno del Conte Frakula
- 17: Un nuovo vampiro
- 18: Eclissi totale
- 19: Il vampiro che gridava al lupo
- 20: Uno zio in fuga
- 21: Il blues delle zanne da latte
- 22: Intrecci
- 23: Il segreto di Lady Cryptina
- 24: Il raffreddore
- 25: Olimpiadi dei Vampiri
- 26: Dona del sangue, mi passa la fame

### 2ª stagione
- 27: Vampiri sul ghiaccio
- 28: Piccolo genio
- 29: Rivoluzione!
- 30: Dolcetto o scherzetto
- 31: Una romantica storia d'amore
- 32: La maledizione del vampirata!
- 33: Terrore degli abissi
- 34: Walpourg il malvagio
- 35: Mortimer è depresso
- 36: Che fatica!
- 37: Soli in casa
- 38: Mordimi!
- 39: Missy in azione!
- 40: Aperti tutta la notte
- 41: Abbasso la scuola!
- 42: Gli ospiti inattesi
- 43: La festa del papà
- 44: Specchio, specchio...
- 45: Il vampiro trovatore
- 46: Attenzione: Troll feroce!
- 47: Il contratto fatale
- 48: Via col vento
- 49: Paura e terrore
- 50: Attenti al gatto
- 51: Sole e Luna
- 52: Campeggi e vampiri

### 3ª stagione
- 53: Vampiri e ladri
- 54: Visite a casa Polidori
- 55: Lezione d'ipnosi
- 56: Sul mio onore, il tuo onore
- 57: La fata della verità
- 58: Vampiri dallo spazio
- 59: Dott. Rotella e Mr. Tipotosto
- 60: Bacio di vampiro
- 61: Superstizione
- 62: Il signore calvo
- 63: Un lavoro per Pulvirio
- 64: La maledizione delle mummie
- 65: Chi è Vampello?
- 66: Il re del goth 'n roll
- 67: Come spaventare un vampiro
- 68: Al contrario
- 69: Il vampiro cacciatore
- 70: Ciao bambina
- 71: I milioni di Klot
- 72: Un eroe di carta
- 73: Sottosopra
- 74: Parenti di sangue
- 75: Clandestino nella notte
- 76: L'arena del terrore
- 77: Lo zombie assassino
- 78: Super Klot

### 4ª stagione[2]
- 79: Zu früh gefreut (Esultato troppo presto)
- 80: Gruß vom Bund der Vampirjäger (Saluti dall'associazione dei Cacciatori di Vampiri)
- 81: Gefährlicher Roboter (Robot pericoloso)
- 82: Vom Fletscher der auszog, das Gruseln zu lernen (Da Fletscher, il deciso a fare paura)
- 83: Der erfundene Erfinder (L'inventore inventato)
- 84: Gruselgesicht (Viso terrificante)
- 85: Die Sportprüfung (L'esame sportivo)
- 86: Pyjamaparty (Pigiama party)
- 87: Ein Bär ist ein Bär ist ein Bär (Un orso è un orso che è un orso)
- 88: Handywahn (L'illusione del cellulare)
- 89: Mr. Tickles in Not
- 90: Mach’s gut Klott (Va tutto bene, Klott)
- 91: Schnitzeljagd (Caccia al tesoro)
- 92: Fletschers Tagebuch (Il diario di Fletcher)
- 93: Klappergestell gegen Plappergestell (Chiacchiere contro ciance)
- 94: Voodoo-Puppe (La bambola vodoo)
- 95: Der Vampirkammerjäger (Il cacciatore delle camere di vampiri)
- 96: Zoff mit Zwergen (Problemi con i nani)
- 97: Der Dank des Trolls (Il ringraziamento dei troll)
- 98: Geburtstagsgeschenk für ein Mädchen (Il regalo di compleanno per una ragazza)
- 99: Polidori geht in Pension (Polidori va in pensione)
- 100: Zauberlehrling Fletscher (Fletscher apprendista stregone)
- 101: Cousine Batoria (La cugina Batoria)
- 102: Die Beißprüfung (L'esame del morso)
- 103: Der Golem (Il golem)
- 104: 1730 war alles anders (Nel 1730 tutto era diverso)

## Distribuzione
La prima stagione è stata raccolta in 5 DVD nel 2009, tutti editi dalla Millenium Storm. Anche la seconda stagione è stata raccolta in 5 DVD, questa volta editi da Koch Media, nel 2009.

## Film sequel
Un film in CGI era stato messo in produzione da Hahn Film, ma del progetto non si sono più avute notizie.